# Хвилі Амура
Xvyli Amura (також зустрічається варіант Xvyli Amura) — третій студійний альбом гурту Воплі Відоплясова, випущений навесні 2000 року. До альбому увійшли ряд пісень з попередніх альбомів, зокрема — «Любов» і «Таємні сфери» з попереднього альбому та «Або або» з однойменного альбому.

## Список композицій
1. «День народження»  — 4:24
2. «Добрий день» — 0:17
3. «Любов» — 3:15
4. «Обернись» — 5:31
5. «Що було» — 0:32
6. «Трава» — 2:51
7. «Таємні сфери» — 3:05
8. «Розмова з Махатмою» — 4:43
9. «Як під небом» — 0:20
10. «Є-є» — 3:34
11. «Товарищ майор» — 2:11
12. «Відрада» — 3:01
13. «Оля» — 2:19
14. «Були на селі» — 3:32
15. «Гоп-ця» — 3:29
16. «Або-або» — 3:09

### Бонус 2006 року
1. «Стривай, Паровозе»

## Над альбомом працювали
- Бас-гітара, бек-вокал — Олександр Піпа
- Ударні, бек-вокал — Сергій Сахно
- Гітара, бас-гітара, бек-вокал — Євген Рогачевський
- Мікс — Юрій Береговий
- Вокал, баян, труба, бек-вокал, гітара, програмування — Олег Скрипка